# Poslední univerzální společný předek

Fylogenetický strom života s hlavními větvemi vývoje

Fylogenetický strom života. Uprostřed je LUCA

Poslední univerzální společný předek (LUCA – last universal common ancestor) je hypotetický poslední společný předek všech organismů, z něhož se vyvinul veškerý dnešní život na Zemi. Odhaduje se, že LUCA žil před 3,5 až 4,1 miliardami let či 4,32 až 4,52 miliardami let.
Existují rozdílné názory na konkrétní charakter organismů LUCA, jejich životní prostředí a způsob výživy. Velmi pravděpodobně se jednalo o jednoduché mikroskopické jednobuněčné prokaryotní organismy, podobné dnešním bakteriím či archebakteriím, které využívaly nepohlavní rozmnožování a žily ve vodě. Všeobecně se přijímá, že se živily heterotrofně, zejména novější studie však podporují možnost autotrofní výživy.
Horizontální přenos genetické informace ale ukazuje, že organismy pocházejí spíše ze skupiny předků.

## Znaky tohoto předka
Na základě vlastností sdílených všemi nezávisle žijícími organismy se odhadují vlastnosti, která musela mít LUCA před tím, než začaly vznikat jednotlivé evoluční větve.
K těmto vlastnostem patří:
Genetický kód
- Genetický kód založený na DNA,
- DNA složené z deoxyadenosinu, deoxycytidinu, deoxythymidinu a deoxyguanosinu a možná z dalších deoxynukleotidů
- genetický kód je tvořen třínukleotidovými kodony, čímž vzniká 64 možností, jak řadit nukleotidy; protože je však jen 20 aminokyselin, jednu aminokyselinu kóduje více kodonů. Tyto vybrané kodony sdílí eukaryota i prokaryota, ale například archea a mitochondrie mají určité odchylky,
- DNA je dvouvláknová, tuto vlastnosti udržuje DNA polymeráza
- integrita DNA je udržována skupinou enzymů, včetně topoisomerázy, ligázy a dalších opravných enzymů,
- kód je exprimován díky RNA, které jsou jednovláknové,
- tato RNA vzniká díky činnosti RNA polymerázy, při vzniku RNA se thymidin nahrazuje za uridin,
- exprimací kódu vznikají proteiny, všechny další vlastnosti organismu (př. syntéza lipidů) jsou závislé na bílkovinných enzymech vznikajících právě cestou exprimace

Metabolismus
- ribozómy se skládají ze dvou podjednotek, jedné malé a jedné velké
- každá ribozomální podjednotka obsahuje jádro z rRNA a obal z ribozomálních proteinů
- RNA molekuly hrají důležitou roli v katalytické aktivitě ribozomů
- aminokyseliny jsou syntetizovány z glukózy skupinou enzymů, metabolické cesty jejich vzniku jsou víceméně stálé
- glukóza může být použita jako zdroj energie a uhlíku
- glykolýza (rozklad cukrů) probíhá zvláštní katabolickou cestou – Krebsův cyklus
- energetickým prostředníkem je ATP

Buňka
- buňka je obklopena buněčnou membránou (lipidovou dvojvrstvou),
- uvnitř buňky je hladina sodíku nižší než v okolí, draslíku vyšší než v okolí, tento gradient vytvářejí pumpy,
- buňka se dělí tak, že zdvojnásobí svůj obsah a následuje buněčné dělení.